# Muin ad-Din Sökmen I.
Muin ad-Din (Muʿīn ad-Dīn) Sökmen I. (auch Soqman ibn Ortoq; † Oktober/November 1104 in al-Qaryatain, Syrien) war ein Herrscher aus der türkischen Artuqiden-Dynastie und regierte von 1102 bis zu seinem Tod erst in Hisn Kayfa und dann auch in Mardin.
Er war ein Sohn des Dynastiegründers und Statthalters von Jerusalem Artuq († 1090). Nach dessen Tod übernahm er, zusammen mit seinem Bruder Il-Ghazi I., die Statthalterschaft in Jerusalem.
Als das Heer des Ersten Kreuzzugs 1098 Antiochia belagerte, schloss sich auch Sökmen dem seldschukischen Entsatzheer unter Kerboga an, das am 28. Juni 1098 den Kreuzfahrern unterlag. Daraufhin nutzten die ägyptischen Fatimiden unter al-Afdal die günstige Gelegenheit und fielen nach Palästina ein. Sökmen hielt in Jerusalem 40 Tage lang der fatimidischen Belagerung stand, bevor er am 26. August 1098 gegen Übergabe der Stadt freien Abzug nach Damaskus erhielt. Er zog sich daraufhin zu Verwandten nach Diyarbakır zurück, während die Fatimiden die palästinensische Küste bis Beirut besetzten.
Spätestens 1101 war Sökmen zum Emir von Mardin aufgestiegen, als welcher er wiederholt in Kämpfe mit der Kreuzfahrer-Grafschaft Edessa verwickelt war.
Nachdem Kerboga, der Atabeg von Mosul, 1102 ohne Erben gestorben war, versuchte Sökmen einen Kandidaten für dessen Nachfolge durchzusetzen. Dieser wurde allerdings von Dschekermisch getötet, welcher selbst die Macht in Mosul übernahm. Es entfesselte sich ein heftiger Konflikt zwischen Sökmen und Dschekermisch. Erst angesichts der Bedrohung durch die Kreuzfahrer verbündeten sich die beiden Rivalen 1104 kurzzeitig und errangen in der Schlacht von Harran einen gemeinsamen Sieg über die Kreuzfahrer.
Noch im Jahre 1104 wurde Sökmen vom Qādī von Tripolis, Fachr al-Mulk Ibn Ammar, zu Hilfe gerufen, der gerade von den Kreuzfahrern unter Wilhelm-Jordan belagert wurde. Sökmen zog mit seinem Heer aus, starb aber unterwegs, als er an Diphtherie erkrankt gerade in al-Qaryatain lagerte.
Nach seinem Tod stritten sich sein ältester Sohn Ibrahim und sein Bruder Il-Ghazi um sein Erbe.